# Erigeron karvinskianus
La margarita cimarrona (Erigeron karvinskianus) es una especie de plantas de la familia Asteraceae. 

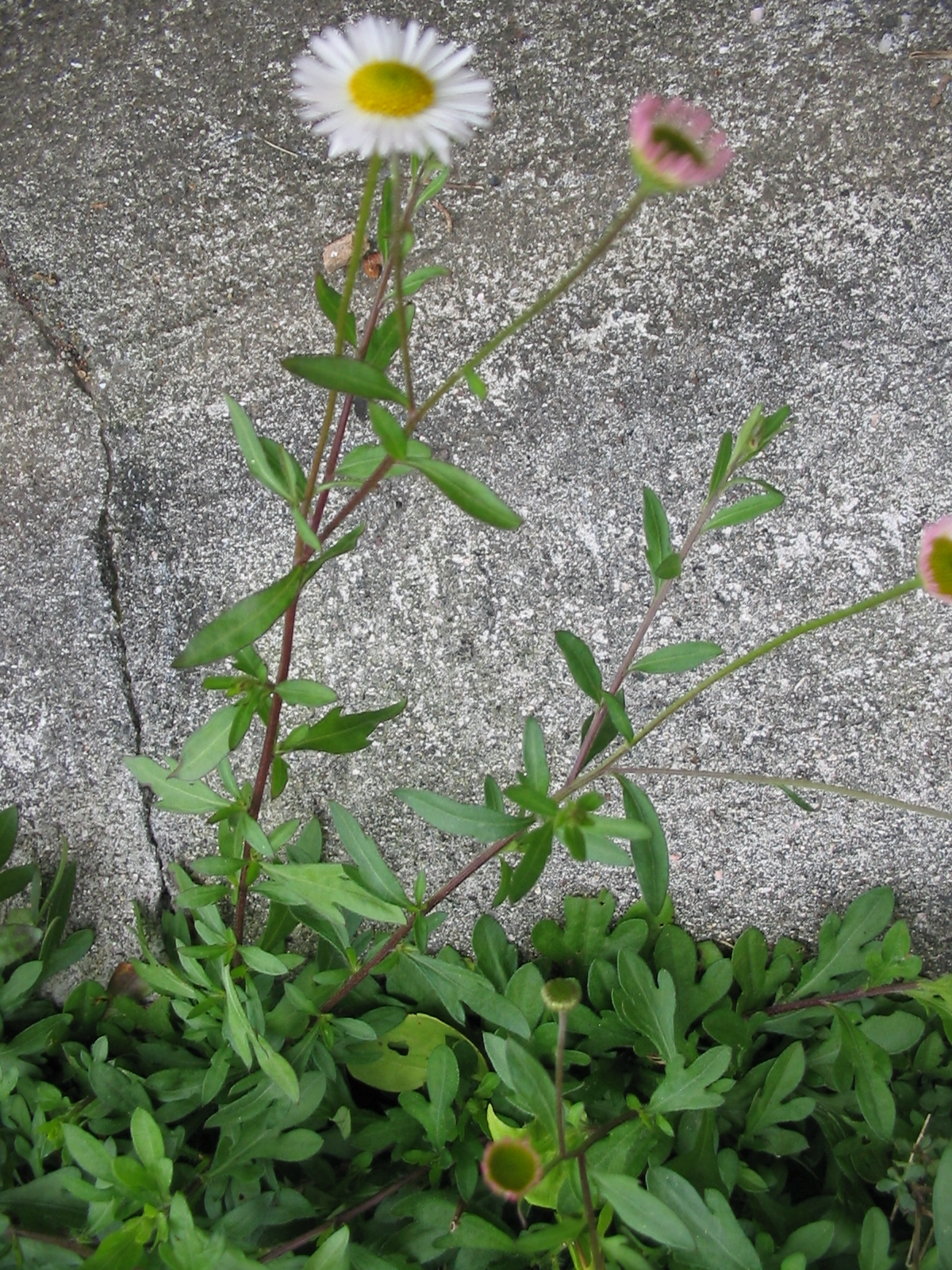
Hábito

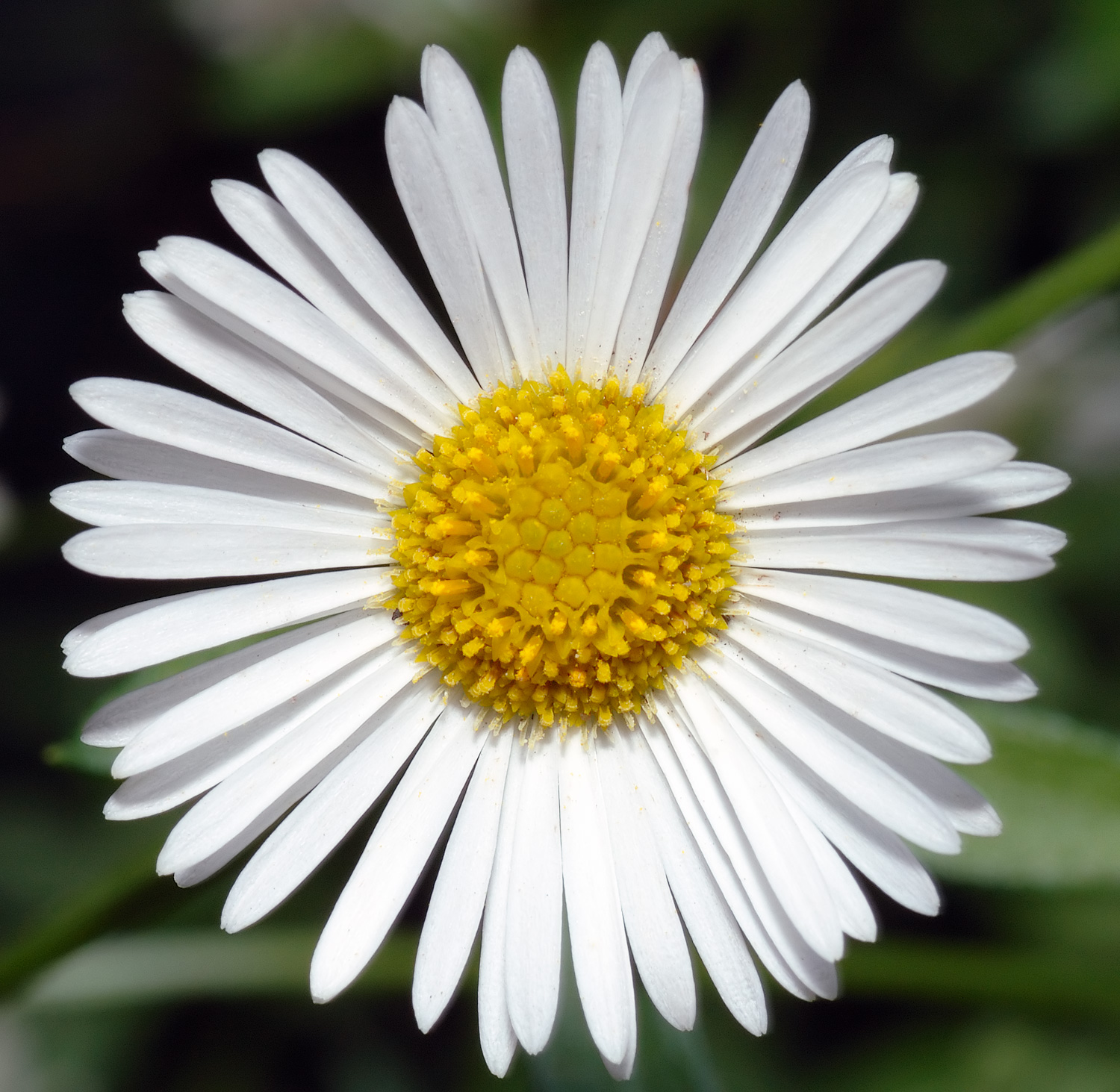
Flor

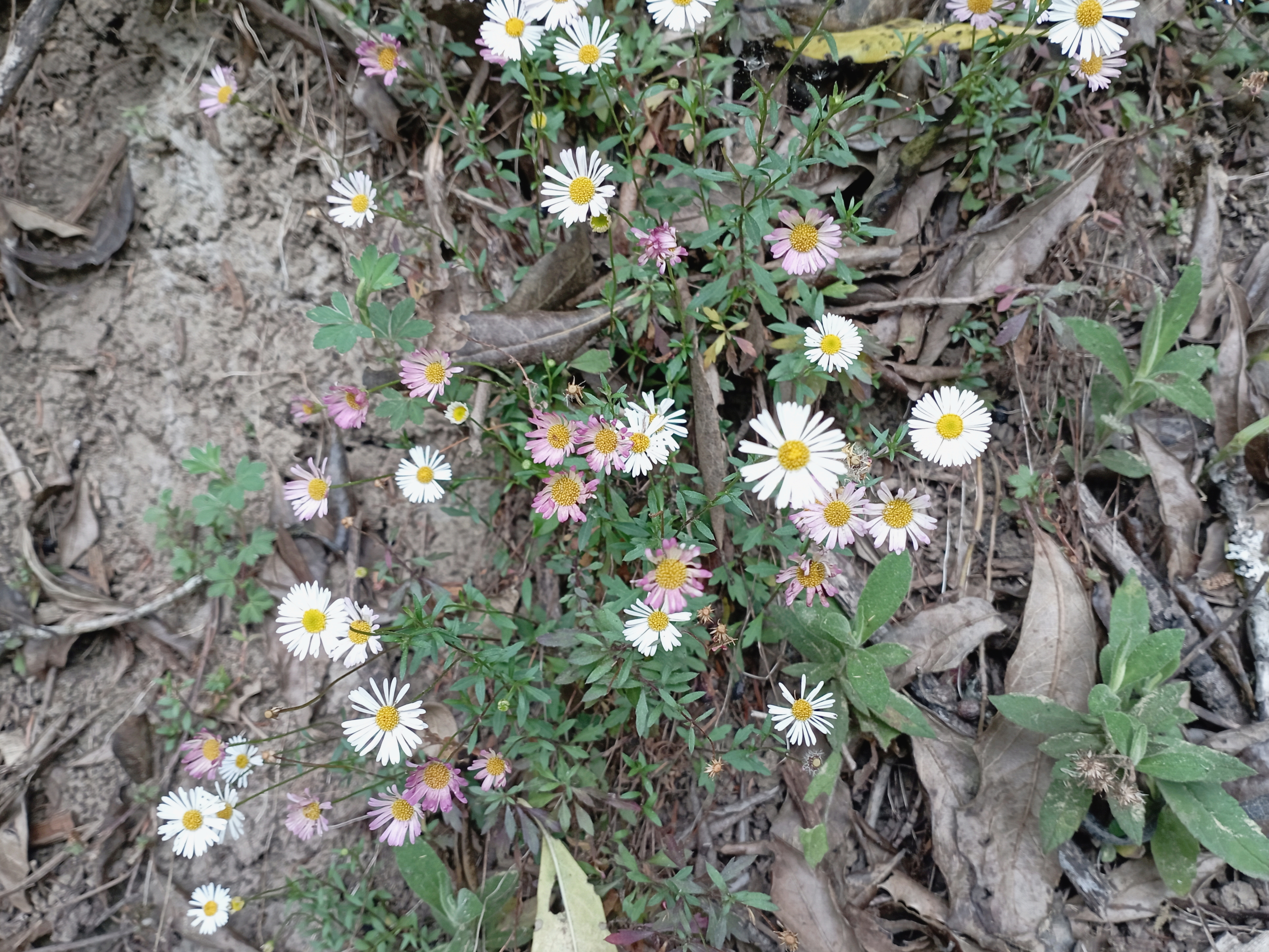
Vista de la planta

## Descripción
Esta planta trepadora o amacollada , es útil como tapizante informal y en climas suaves florece con profusion todo el año. Las pequeñas flores, de 25 mm de ancho son blancas al abrirse y adoptan diversos tonos rosados y rojo burdeos. Crece hasta unos 38 cm de alto, se extiende indefinidamente y tiene tallos laxos y estrechas hojas vellosas, a menudo lobuladas. Puede ser bastante invasiva en climas suaves.

## Distribución
Originaria de México y América central.

## Propiedades
Es la disentería el principal padecimiento contra el cual se usa esta planta. Para curarla, se recomienda tomar tres veces al día un té elaborado con las ramas o con toda la planta. Preparada y administrada de la misma forma, se utiliza para detener la diarrea y aliviar el dolor corporal.
Química
Las partes aéreas de E. karwinsianus contienen un aceite esencial en el que se han identificado principalmente los sesquiterpenos allo-aromadendreno, bergamoteno, alfa, gamma y delta-cadineno, cariofileno, alfa-copaeno, beta-cubebeno, curcumeno, beta-elemeno, beta-farneseno, guaieno, humuleno, gamma-muroleno; y los monoterpenos cosmeno, mirceno, trans-ocimeno y alfa pineno; También se han detectado en las partes aéreas los esteroles campesterol, colesterol, alfa-espinosterol, su dihidro-derivado, estigmasterol y beta-sitosterol, y las cromonas erigerósido y piranósido de 3-hidroxi-4-pirona.

## Taxonomía
Erigeron karvinskianus fue descrita por Augustin Pyrame de Candolle y publicado en Prodromus Systematis Naturalis Regni Vegetabilis 5: 285. 1836.
Etimología
Erigeron: nombre genérico que deriva de las palabras griegas: eri = "temprano" y geron =  "hombre viejo", por lo que significa "hombre viejo en la primavera", en referencia a las cabezas de semillas blancas mullidas y la floración temprana y fructificación de muchas especies.
karvinskianus: epíteto